# Jan Lublinski
Jan Lublinski (* 1968) ist ein deutscher Wissenschaftsjournalist.

## Leben
Nach seinem Physikstudium volontierte Lublinski beim Sender Freies Berlin. Er war für die Frankfurter Rundschau, Süddeutsche Zeitung, ARD, Deutschlandfunk, Bild der Wissenschaft und Geo tätig. 2003 promovierte er an der Universität Dortmund mit einer Arbeit zu Wissenschaftsjournalismus im Hörfunk.
Für die Deutsche Welle moderierte er zwischen 2000 und 2005 das Magazin Mensch, Umwelt, Technik und trainierte zahlreiche Volontärs-Jahrgänge. Zudem ist er Autor einer Vielzahl von Beiträgen für das Deutschlandfunk-Format Forschung aktuell und dessen Sonntagsausgabe Wissenschaft im Brennpunkt.
Von 2006 bis 2013 arbeitete er als Berater eines Mentoring-Programms für Wissenschaftsjournalisten in Afrika und im Nahen Osten (SjCOOP). Daneben war er als Moderator und Berater zu Themen aus Wissenschaft, Entwicklungszusammenarbeit und Evaluation tätig. Seit 2013 ist er bei der DW Akademie der Deutschen Welle angestellt.  Er arbeitet dort als Manager in der Medien-Entwicklungszusammenarbeit und leitet die Abteilung „Policy and Learning“.
Jan Lublinski lebt in Bonn.

## Auszeichnungen
- 2005: Robert-Mayer-Preis für Neues unter der Sonne – und warum der Weg ins Solarzeitalter dennoch weit ist
- 2005: Nominierung für den Henri-Nannen-Preis[9]
- 2007: RWTH-Preis Wissenschaftsjournalismus für Der Saure Ozean – wie der Klimawandel die Weltmeere bedroht[10]
- 2010: Journalistenpreis Entwicklungspolitik des Bundesministeriums für wirtschaftliche Zusammenarbeit und Entwicklung für Grenzen der Gier: Die neue Transparenz im Rohstoffhandel[11]
- 2011: Georg von Holtzbrinck Preis für Wissenschaftsjournalismus für Die Klimadoktoren – Wie sich die Wissenschaft für Notoperationen wappnet und Kriegsspiele – Wenn ferngesteuerte Maschinen Ernst machen[12]

## Werke
- Jan Lublinski: Wissenschaftsjournalismus im Hörfunk : Redaktionsorganisation und Thematisierungsprozesse. Dissertation. UVK Verlagsgesellschaft, 2004, ISBN 3-89669-441-3.
- Grit Kienzlen, Jan Lublinski, Volker Stollorz (Hrsg.): Fakt, Fiktion, Fälschung: Trends im Wissenschaftsjournalismus UVK Verlagsgesellschaft, 2007, Stuttgart ISBN 978-3-17-020683-0.
- Jan Lublinski: Structuring the Science Beat. Options for quality journalism in changing newsrooms. In: Journalism Practice. 2011.  (tandfonline.com)
- Marcus Bösch, Ramón Garcia-Ziemsen, Michael Karhausen, Andreas Lange, Jan Lublinski (Hrsg.): Kill Your Darlings: Handbuch für die Journalistenausbildung. LIT-Verlag, 2012, ISBN 978-3-17-020683-0.
- Jan Lublinski, Inka Reichert, Augustin Denis, Jean-Marc Fleury, Olfa Labassi, Christoph Spurk: Advances in African and Arab science journalism. New newsroom structures and professionalization through digital peer-to-peer support. In: Ecquid Novi. African Journalism Studies. Band 35, Nr. 2, 2013, S. 4–22. (tandfonline.com)
- Jan Lublinski, Erik Albrecht, Petra Berner, Laura Schneider, Merjam Wakili, Jackie Wilson: Windows of Opportunity – The Transformation of State Media to Public Service Media in Kyrgyzstan, Mongolia, Moldova and Serbia. In: Global Media Journal. Band 4, Nr. 2, 2014. (globalmediajournal.de)
- Jan Lublinski, Christoph Spurk, Jean-Marc Fleury, Olfa Labassi, Gervais Mbarga, Marie Lou Nicolas, Tilda Abou Rizk: Triggering Change - How investigative journalists in Sub-Saharan Africa contribute to solving problems in society. In: Journalism: Theory. Practice and Criticism. Band 17, Nr. 8, 2016, S. 1074–1094. (journals.sagepub.com)
- Nadine Jurrat, Jan Lublinski, Attila Mong: Racking Muck and Raising Funds – Capacity Development Strategies for the Future of Investigative Journalism in the Global South, 2018: Investigative Journalism Education Consortium. (ijec.org)